# Gömöry Pál (vitorlázó)
Gömöry Pál (Budapest, 1936. április 23. – Budapest, 2021. május 7.) magyar vitorlázó, olimpikon, vegyész, egyetemi adjunktus, Pro Universitate díjas feltaláló.

## Pályafutása
1936. április 23-án született Budapesten Gömöry Sándor és Kardeván Ilona gyermekeként. Felesége Litkey Réka síelő, vitorlázó.
1957 és 1965 között a Művész SK, 1965 és 1977 között a Bp. Spartacus, 1978-tól az OMFB SK vitorlázója volt. 1958-ban kalóz, 1961 és 1969 között repülő hollandi, 1970 és 1980 között sárkányhajó, 1981-től nagyhajó, 1983 és 1985 között soling hajóosztályban versenyzett. 1962 és 1968 között és 1985-ben a válogatott keret tagja volt. Összesen tizenegyszeres magyar bajnok volt.
Az 1968-as mexikóvárosi olimpián Izsák Szabolccsal a 21. helyen végzett repülő hollandiban.
Az 1967-es bendori Európa-bajnokságon 5., az 1968-as balatonfüredin 8/9. lett ugyan ebben a hajóosztályban. Solingban a 26. helyen végzett az 1985-ös balatonfüredi Európa-bajnokságon. Hajói a Hungária és a Tramontana voltak. Utóbbival 1989-ben megnyerte a Kékszalag versenyt. Hét évig a Magyar Olimpiai Bizottság tagja volt.
A civil életben vegyészként dolgozott és az ELTE TTK egyetemi adjunktusa volt a szervetlen tanszéken. Többszörös Pro Universitate-díjas feltaláló.

## Sikerei, díjai
Kalóz
- Magyar bajnokság
  - bajnok: 1958

Repülő hollandi
- Magyar bajnokság
  - bajnok (5): 1961, 1962, 1965, 1966, 1967
  - 2. (2): 1963, 1968

Sárkányhajó
- Magyar bajnokság
  - 2. (5): 1970, 1971, 1978, 1979, 1980

Nagyhajó
- Magyar bajnokság
  - bajnok: 1981 (cirkáló)
  - 3.: 1991 (összevont)
- Kékszalag
  - győztes: 1989

Soling
- Magyar bajnokság
  - bajnok: 1983